# Elección
Hacer una elección consiste en el proceso mental de juzgar los méritos de múltiples opciones y seleccionar una o más de entre ellas.
Mientras una elección puede hacerse entre opciones imaginarias («¿qué pasaría si...?»), normalmente se hace entre opciones reales y seguidas de la correspondiente acción. Por ejemplo, la ruta en un día de trabajo se elige según la preferencia de llegar un destino tan pronto como sea posible. La ruta preferida deriva de cuán larga es cada una de las posibles rutas. Si la preferencia es más compleja, como al implicar un determinado escenario en la ruta, la cognición y los sentimientos intervienen en mayor medida y la elección es más difícil.
Existen muchos ejemplos complejos (con decisiones que afectan lo que la persona percibe, piensa o siente), como elegir un modo de vida o una posición política.
La mayor parte de la población ve la toma de decisiones como algo positivo, aunque existe una gran cantidad de limitaciones que pueden llevar a considerar la elección como una molestia y, posiblemente, un resultado insatisfactorio.
Contrasta con el hecho de que una cantidad ilimitada de elecciones puede llevar a la confusión, bien arrepintiéndose de no haber elegido otra opción, bien mediante la indiferencia ante una existencia sin estructura. Si la elección de un objeto o camino conduce necesariamente al control de ese objeto o camino, es posible que se trate de un problema psicológico.

## Tipos de elecciones
Hay cuatro grandes tipo de decisiones; aunque pueden expresarse de varias formas, Brian Tracy, las divide en:
1. elecciones de orden, que sólo pueden ser tomadas por el sujeto como "comandante en jefe"
2. elecciones delegadas, que pueden ser hechas por cualquiera, (ver Ley de Parkinson de la trivialidad) ya que las consecuencias carecen de importancia.
3. elecciones a evitar, donde el resultado puede ser tan poco apetecible que no debería tener que tomarse la decisión, ya que las consecuencias no van a permitir recobrar el punto de inicio si la elección es mala (por ejemplo si la acción puede provocar la muerte).
4. elecciones "sin cerebro", donde la elección es tan obvia que sólo puede tomarse una decisión razonable.

Existe otro tipo si se combinan la tercera y cuarta en una sola, es la decisión colaborativa, que debería hacerse consultando y acordándola con otras personas.
Otra forma de clasificación de las decisiones es según el mecanismo mental utilizado:
1. Decisiones racionales
2. Decisiones intuitivas
3. Decisiones basadas en el reconocimiento
4. Decisiones combinadas